# My Baby (single)
"My Baby" is een hitsingle van de Amerikaanse soulgroep The Temptations. Het nummer is de vierde single afkomstig van het succesvolle album uit 1965, "The Temptin' Temptations". "My Baby" werd datzelfde jaar, op 30 september, nog uitgebracht.
Het nummer in kwestie was een van de vele uit het begin van de carrière van The Temptations die geschreven werd door Smokey Robinson. Vaak schreef hij nummers samen met leden van zijn groep, The Miracles. Dit was ook bij "My Baby" het geval, waar hij aan samenwerkte met basszanger Warren Moore en Bobby Rogers, de broer van Smokeys toenmalige vrouw Claudette Robinson.
Ondanks dat "My Baby" bijna dezelfde titel heeft als zijn voorganger, "Since I Lost My Baby", is dit een totaal ander nummer. Waar "Since I Lost My Baby" een droevig en langzaam nummer is, is "My Baby" een blij en uptempo nummer. Het onderwerp van de single is te vergelijken met die van "My Girl". Net als bij de eerste 1 hit van de groep, is "My Baby" een nummer waarin de vertellen, leadzanger David Ruffin hier, opschept over alle goede kwaliteiten van zijn geliefde. Zo is een van de regels in het nummer "Her personality contains more gold than any bank in this world can hold" ("Haar persoonlijkheid bezit meer goud, dan welke bank dan ook in de wereld zou kunnen bewaren").
De B-kant van de single, "Don't Look Back" is een van de weinige van die van The Temptations die zelf ook succes haalde. Het is eveneens een van de weinige nummers waar Paul Williams lead op zingt. "Don't Look Back" haalde 83 op de poplijst en 15 op de R&B-lijst. Het werd later ook gecoverd door Peter Tosh in samenwerking met Mick Jagger en Keith Richards.

## Bezetting
- Lead: David Ruffin
- Achtergrond: Paul Williams, Melvin Franklin, Eddie Kendricks en Otis Williams
- Instrumentatie: The Funk Brothers
- Schrijvers: Smokey Robinson, Warren Moore en Bobby Rogers
- Productie: Smokey Robinson